# Resurrezione di Lazzaro (Giotto)
La Resurrezione di Lazzaro è un affresco (200x185 cm) di Giotto, databile al 1303-1305 circa e facente parte del ciclo della Cappella degli Scrovegni a Padova. È compresa nelle Storie di Gesù del registro centrale superiore, nella parete sinistra guardando verso l'altare.

## Descrizione e stile
La composizione è tradizionale, riscontrabile in miniature già a partire dal VI secolo. Gesù a sinistra incede e leva il braccio per benedire Lazzaro, già fuoriuscito dalla tomba, che viene aiutato a sbendarsi dai discepoli; uno si copre il viso per evitare i cattivi odori mentre una donna solleva il velo in modo che scopra solo gli occhi. In basso due servitori appoggiano il coperchio marmoreo della tomba che Cristo ha chiesto di rimuovere. Alla vista del miracolo gli astanti sono colti dalla sorpresa, alzando le mani al cielo, mentre Marta e Maria si prostrano ai piedi di Gesù. La figura al centro, che solleva un braccio, è stata giudicata come una delle più sciolte e realistiche dipinte dall'artista nel ciclo (Gnudi); anche l'uomo dietro di lui, vestito di rosso e che solleva entrambe le mani, è vivo e credibile. Il cadavere è molto realistico, con le labbra e le palpebre semichiuse, e un'innaturale magrezza. 
Anche in questo caso, come in altre scene, lo sfondo roccioso crea uno sfondo diversificato che aiuta a dividere i gruppi di personaggi e quindi a leggere la scena. Intense sono le espressioni dei personaggi, di grande vivacità. Il colore è più che mai luminoso e trasparente.
Giotto e la sua scuola affrescarono questo episodio anche nella Cappella della Maddalena nella basilica inferiore di Assisi, probabilmente qualche anno dopo l'impresa degli Scrovegni. 

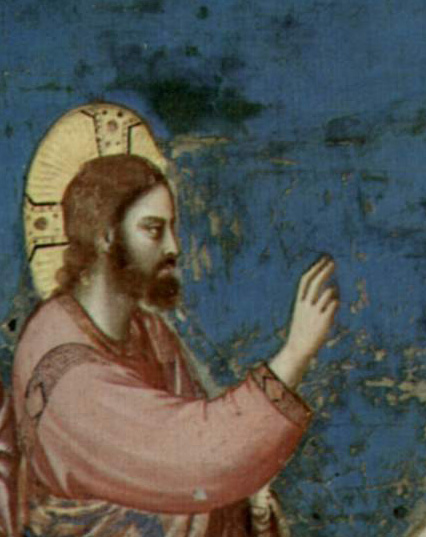
Dettaglio
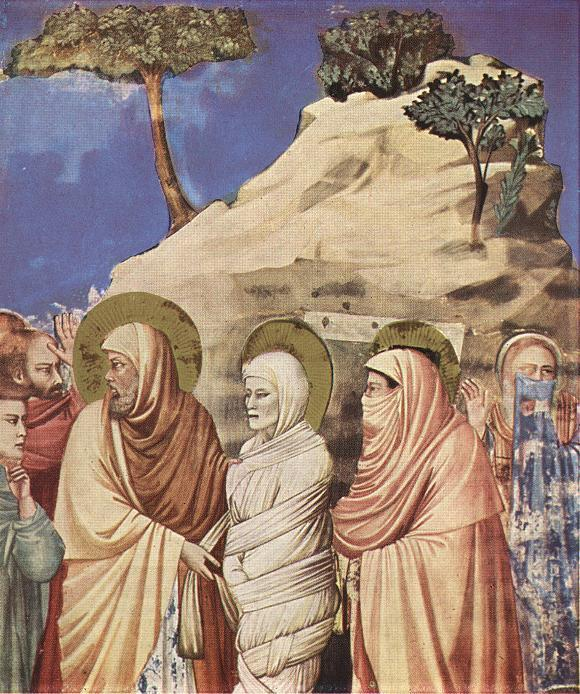
Dettaglio
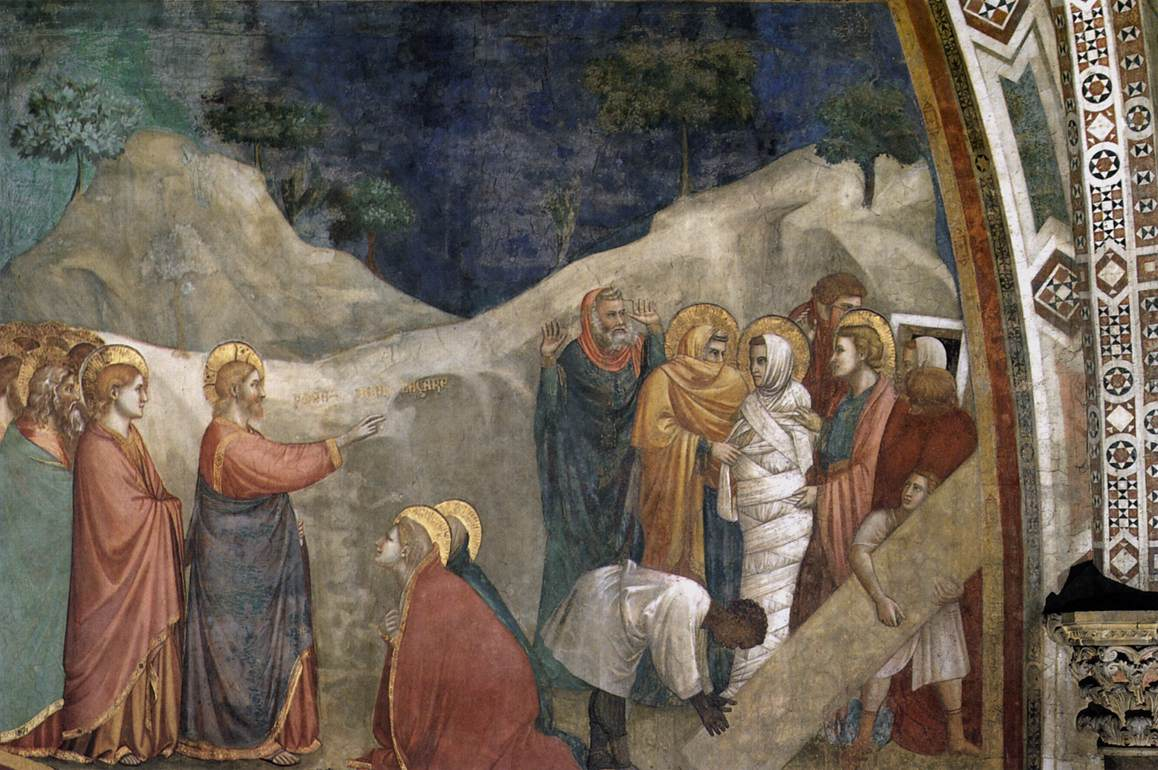
La versione di Assisi